# Хвикке
Хвикке (др.-англ. Hƿicce, также Hƿicca, Ƿiccia) было племенным королевством, населенным англосаксами. По данным Англосаксонской хроники, оно возникло в 577 году после победы над бриттами в битве при Деорхаме. Оно подчинялось Мерсии после поражения в битве при Сайренчестере в 628 году.
В Tribal Hidage Хвикке оценивалось в 7000 гайд и имело сельскохозяйственную экономику, похожую на Эссекс или Суссекс.
Границы королевства известны не точно, но, возможно, они совпадали с границами древней епархии Вустера, созданной в 679—680 годах. Её первые епископы назывались Episcopus Hwicciorum. Королевство занимало территорию Вустершира, кроме его северо-западной части, Глостершира, кроме леса Дин, юго-западную часть Уорикшира, область вокруг Бата к северу от реки Эйвон, часть западного Оксфордшира и некоторые участки Херефордшира, Шропшира, Стаффордшира и северо-западного Уилтшира.

## Название
Происхождение названия Hwicce (хвиккане) неясно. Это множественное число от мужского склонения i-типа. Возможно, это название племени хвиккан, или это название рода.
Существует несколько вариантов происхождения названия Хвикке. Один из них связан с существительным hwicce, которое означает «сундук, шкаф» и может отражать вид территории как долины с плоским дном, окруженной холмами Котсуолд и Малверн. Другой вариант — это производное от личного имени, «люди человека по имени Хвикке», но такого имени не зафиксировано. Ейлерт Эквалл на лингвистических основаниях связал это название с названием Гевиссе, предшественников западных саксов. А. Х. Смит предположил, что это название было изначально уничижительным и означало трусы, родственное слову quake, древнескандинавскому hvikari («трус»). Также вероятно, что Хвикке относилось к коренным племенам, жившим вдоль берегов реки Северн, на территории современного Вустера, которые занимались плетением из камыша и тростника, росших в изобилии, чтобы создавать корзины. Английское слово wicker, которое, как полагают, имеет скандинавское происхождение, описывает тип корзин, производимый этими древними людьми. Однако к многим из этих возможных объяснений есть возражения. Например, Ричард Коутс утверждает, что главная черта сундука — это то, что он закрыт, а не открыт, как долина или равнина; что не известно ни одного родственного hvikari слова или современного варианта wicker и что не было представлено полного этимологического аргумента, чтобы связать Гевиссе с Хвикке.
Стивен Йитс (2008, 2009) толковал название Хвикке как «котел; священная посуда» и связывал его с формой долины Глостера и региональным культом римско-британской богини с ведром или котлом, отождествленной с Матерью Добунны, якобы связанной с легендами Уэст-Кантри о Святом Граале. Однако его толкование было опровергнуто другими учёными.
Коутс (2013) считает, что название Хвикке имеет бриттонское происхождение, связанное с современным валлийским словом gwych, означающим «превосходный». Префикс «hy» — усилительная частица (примерно означающая «очень»), давая что-то вроде *hywych. Похожие известные конструкции на валлийском языке — это hydda «очень хороший», hynaws «добродушный», hylwydd «успешный», hywiw «очень достойный» и hywlydd «очень щедрый». Коутс отмечает, что значение было бы сравнимо с напыщенными названиями римского периода, такими как Анкалиты «очень жесткие», Катувеллауны «боевые превосходные» или Бриганты «высокие». Однако Коутс признает, что его объяснение также может вызвать возражения, в том числе из-за того, что hywych не является известным валлийским словом.
Топоним Хвикке сохранился в Уичвуде в Оксфордшире, Уичфорде в Уорикшире, Уиченфорде, Уичбери-Хилле, Уиче и Дройтвиче в Вустершире. Считается, что «вич» в «Дройтвиче» также относится к добыче соли в этом районе. Кроме того, округ местного самоуправления Уичейвон получил приставку к своему названию от старого королевства.

## История
Хвикке — это королевство, которое, возможно, соответствовало римской цивитати Добуннов. После ухода Римской империи из Британии этот район долго оставался в основном бриттским, но языческие погребения и названия мест в его северо-восточной части свидетельствуют о притоке англов по реке Эйвон в Уорикшире и, возможно, другими путями. Они могли требовать дань от бриттских правителей.
Согласно Англосаксонской хронике, в 577 году произошла битва при Деорхаме, в которой гевиссы (западные саксы) под предводительством Кевлина убили трёх бритских королей и захватили Глостер, Сайренсестер и Бат. Однако оккупация этой области западными саксами не продлилась долго и могла закончиться уже в 584 году, когда согласно хронике произошла битва при Фетанлеаге, в которой погиб Кута, а разгневанный Кевлин вернулся домой. В 603 году, по словам Беды, Августин Кентерберийский принял участие в соборе валлийских епископов на границе Хвикке и Уэссекса у дуба святого Августина.
Англы укрепили свое влияние над этой областью в 628 году, когда согласно Англосаксонской хронике западные саксы сражались с Пендой из Мерсии в Сайренcестере и потом заключили мир. Пенда победил, но, вероятно, заключил союз с местными лидерами, так как бывшее государство Добуннов не стало сразу частью Мерсии, а стало союзным или клиентским королевством.
В состав племенного королевства Хвикке входило несколько отдельных этнических групп, включая Хусмеров, Стоппингов и Веоргоранов.
Первыми предполагаемыми королями были два брата: Энхер и Энфрит. Беда пишет, что королева Эфа была крещена в своей стране, королевстве Хвикке. Она была дочерью Энфрита, брата Энхера. Оба они были христианами, как и их народ. Из этого делается вывод, что Энфрит и Энхер были из королевской семьи и что их королевство было христианским.
Вероятно, Хвикке обратились в христианство кельтскими христианами, а не миссией от папы Григория I, так как Беда был хорошо осведомлен о последнем, но не упоминает об обращении Хвикке. Хотя названия мест показывают, что поселения англосаксов были широко распространены, ограниченное количество языческих погребений, а также два названия мест с eccles, которые неизменно указывают на римско-британские церкви, указывают, что христианство выжило после завоевания англосаксами. Существуют также вероятные христианские захоронения под вустерским собором и церковью Святой Марии-де-Лод в Глостере. Таким образом, англосаксы были ассимилированы в существующую церковь. Правящая династия Хвикке, вероятно, была ключевой фигурой в этом процессе. Возможно, она возникла из браков между англосаксонскими и бриттскими семьями.
По сложной цепи рассуждений можно понять, что Энхер женился на Острите, дочери Освиу из Нортумбрии, и имел от неё сыновей по имени Осрик, Освальд и Осхер. Острита упоминается как жена Этельреда I из Мерсии. Ранний брак с Энхером мог бы объяснить, почему Осрик и Освальд называются nepotes Этельреда I, слово, обычно означающее «племянники» или «внуки», но здесь, вероятно, «пасынки».
Осрик стремился, чтобы Хвикке получил своего собственного епископа, но Осхер занялся созданием епископства Вустер в 679—680 годах. Видимо, к тому времени Осрик уже умер. Татфрид из Уитби был выбран первым епископом Хвикке, но он умер до рукоположения и был заменен Боселем. Хронист Вустера XII века комментирует, что этот город был выбран в качестве седалища епископа, потому что он был столицей Хвикке.
После Осхера правели его сыновья Этельхард, Этельверд, возможно Этельберт, и Этельрик. В начале правления Оффы королевством правят три брата по имени Энберт, Ухтред и Эльдред, последние двое из которых жили до 780 года. После них титул короля, по-видимому, был упразднён. Их преемник Этельмунд, который погиб в походе против Уэссекса в 802 году, описывается только как эрл.
Хвикке оставалось во владении Мерсии до её падения. Вместе с остальной частью Мерсии оно подчинилось королю Альфреду Великому примерно в 877—883 годах при эрле Этельреде, который, возможно, сам находился в Хвикке.

## Короли и эрлы Хвикке
Никакой генеалогии или списка королей того времени не сохранилось, поэтому нижеследующий список был составлен историками на основе различных первоисточников. Некоторые короли Хвикке, по-видимому, правили совместно в течение всего или части своего правления. Это приводит к совпадению дат правления, приведенных ниже. Пожалуйста, ознакомьтесь с отдельными биографиями для обсуждения датировки этих правителей.
Эрл был высокопоставленным королевским чиновником и верховным судьей англосаксонского шира. Этот термин был переведен на латынь как dux, prefectus или comes.
Осред, который был тэном Хвикке, был описан некоторыми историками как король.
| Имя        | Даты правления    | Примечания |
| ---------- | ----------------- | --- |
|            | 628               | Королевство завоёвано Пендой из Мерсии. |
| Короли     |                   | |
| Энхер      | Середина VII века | |
| Энфрит     | Середина VII века | Брат Энхера. |
| Осрик      | 670-е             | Погребен в Глостерском соборе. |
| Этельмод?  | 680-е             | Сын Осрика. |
| Осхер      | 670-е             | Брат Осрика. Умер до 716 года. |
| Этельхард  | 709               | Сын Осхера. Оформил хартию с Этельвердом. |
| Этельверд  | 709               | Сын Осхера. |
| Этельберт? | 709               | Сын Осхера. |
| Этельрик   | 736               | Сын Осхера. |
| Энберт     | 750-е             | Нет записей о нём после 759 года. |
| Утред      | 750-е — 779       | |
| Эльдред    | 750-е — 778       | |
|            | 780-е             | Поглощение Хвикке Мерсией завершено. |
| Эрлы       |                   | |
| Этельмунд  | 796? — 802        | Погиб в бою в 802 году. |
| Этельрик?  | 804?              | Сын Этельмунда. Его завещание от 804 года требует его погребения в Дирхерсте.                                                                     |
| Леофвайн   | 994 — 1023?       | Отец Леофрика, эрла из Мерсии. |
| Одда       | 1023? — 1053?     | Построил часовню в Дирхерсте для упокоения души своего брата Эльфрика. Похоронен в Першоре. Область его юрисдикции, вероятно, не включала Хвикке. |